# مركب سيليكون عضوي

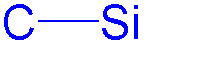
تحوي جميع مركبات السيليكون العضوية على الرابطة الكيميائية بين الكربون والسيليكون

مركبات السيليكون العضوية هي مركبات كيميائية تحوي على الرابطة الكيميائية المباشرة بين عنصري الكربون والسيليكون. تهتم كيمياء السيليكون العضوية بدراسة خواص هذه المركبات.
من أشهر الأمثلة على مركبات السيليكون العضوية هي السيليكونات، والتي يعد متعدد ثنائي ميثيل السيلوكسان المكون الرئيسي لها. تدخل السيليكونات في العديد من تطبيقات الحياة اليومية. ومن الأمثلة أيضاً مركبات السيلوكسانات. تجدر الإشارة إلى مركب كربيد السيليكون لا ينتمي إلى مركبات السيليكون العضوية، فهو مركب لاعضوي.

## علم الأحياء
لا توجد الرابطة سيليكون-كربون بشكل طبيعي في الكائنات الحية، ولكن جرى تطوير إنزيمات قادرة على تشكيل تلك الرابطة في الميكروبات الحية.